# Homalium laurifolium
Homalium laurifolium är en videväxtart som beskrevs av A. C.Smith. Homalium laurifolium ingår i släktet Homalium och familjen videväxter. Inga underarter finns listade i Catalogue of Life.